# Ray Dolby
Ray Dolby (18 tháng 1 năm 1933 – 12 tháng 9 năm 2013) là chủ và cũng là cha đẻ của hệ thống xử lý âm thanh đa chiều được sản xuất tại Dolby Laboratories
Một kỹ sư vật lý tài năng cùng với những tố chất kinh doanh và lòng đam mê của mình đối với âm nhạc, chỉ từ một ý tưởng đầy sáng tạo của mình, Ray Dolby đã bắt tay vào nghiên cứu và cho ra đời nhiều thế hệ thiết bị âm thanh chất lượng hàng đầu thế giới. Dolby từng được cấp 50 bằng sáng chế, được nhận nhiều giải thưởng danh giá trên nhiều lĩnh vực khác nhau và cũng là một trong những người có số tài sản cá nhân lớn nhất thế giới, ước tính khoảng 1,6 tỷ USD
Một trong những bí quyết giúp Ray Dolby thành công trong sự nghiệp kinh doanh chính là tính kỉ luật trong công việc, khả năng chuyên môn giỏi, cách ứng xử khéo léo mà chân tình. Ray Dolby đã tạo được cho đội ngũ nhân viên của mình lòng trung thành tuyệt đối với công ty.
Giản dị trong cuộc sống, đối với Ray Dolby, công việc luôn được xếp lên hàng đầu.
Sinh ngày 18 tháng 1 năm 1933 tại San Francisco (Mỹ) nhưng Ray Dolby không phải là người Mỹ chính gốc mà lại là người gốc Thuỵ Điển và thuộc dòng họ Terjarv Kaustby. Nhiều đời trước đó, dòng họ Terjarv and Kaustby đã di cư sang Mỹ lập nghiệp.
Ngay từ khi còn nhỏ, Ray Dolby đã có nhiều khả năng đặc biệt. Ngoài việc học tập rất tốt tại trường, Ray Dolby còn biết chơi đàn Clarinet từ khi mới lên 10 tuổi. Ray Dolby rất say mê, luôn tò mò khám phá nguyên lý tạo ra âm thanh mỗi khi chơi đàn.
Ray Dolby rất thích phim ảnh, nghệ thuật nhiếp ảnh. Khi còn nhỏ, cậu luôn ước mơ trở thành một nhà quay phim ở Hoolywood.
Trong thời gian là học sinh trung học, Ray Dolby đã tình cờ gặp Alex Poniatoff, ông chủ của Công ty điện tử Ampex Corporation. Ấn tượng trước sự say mê và những khả năng đặc biệt của Ray Dolby, Alex Poniatoff đã nhận Ray Dolby vào làm việc tại công ty với vị trí là người điều khiển máy chiếu ngay khi cậu mới tròn 15 tuổi.
Được làm đúng công việc mà mình mong muốn, Ray Dolby làm việc rất chăm chỉ, mỗi ngày cậu đến trường học trong vòng 3 giờ và quay về làm việc cho Ampex Corporation 5 giờ sau đó. Tại Ampex Corporation, Ray Dolby đã cùng nhóm đồng nghiệp 5 người là kỹ sư của công ty cùng nghiên cứu và phát minh ra chiếc máy ghi âm sử dụng đĩa từ đầu tiên trên thế giới năm 1956 và ngay sau đó, phát minh này đã trở thành tiêu điểm chú ý trên thế giới.
Sau khi tốt nghiệp trung học, Ray Dolby đã thi đỗ vào Khoa điện tử của trường Đại học Stanford và tới năm 1961, sau khi kết thúc khoá học, Ray Dolby lại tiếp tục được nhận học bổng Marshall Fellowship chương trình tiến sĩ tại trường Cambridge University, Anh trong thời gian 6 năm. Năm cuối cùng tại Cambridge University, Ray Dolby đã được mời làm cố vấn cho chương trình năng lượng nguyên tử United Kingdom Atomic Energy Authority của Anh.
Sau đó, Ray Dolby đã được nhận vào làm cố vấn về nghiên cứu khoa học âm nhạc tại phòng thí nghiệm của tổ chức Unesco (Liên hợp quốc) và mất 2 năm tới Ấn Độ để thực hiện chương trình nghiên cứu nhạc cụ và âm nhạc truyền thống của Ấn Độ. Cũng trong chuyến đi Ấn Độ này, nội dung nghiên cứu đã gặp rất nhiều khó khăn do thiếu thiết bị ghi âm chất lượng cao nên có rất nhiều tạp âm lẫn trong các bản nhạc.
Từ những khó khăn đó, Ray Dolby đã nảy ra ý tưởng nghiên cứu và chế tạo ra loại máy ghi âm có sử dụng đĩa từ và có khả năng loại bỏ được những tạp âm bên ngoài.
Năm 1965, Ray Dolby dồn tâm trí vào xây dựng phòng thí nghiệm Dolby Laboratories tại Luân Đôn, Anh và sau đó chuyển thành công ty.
Cuối những năm 1960, những chiếc máy Cassette đã trở thành phổ biến với mọi người, Ray Dolby đã nghiên cứu và đưa vào ứng dụng hệ thống lọc tạp âm Dolby B system để tạo ra âm thanh trung thực dành riêng cho các loại máy Cassette. Tiếp theo đó, những thế hệ cassette băng từ thế hệ mới loại Chrome và Metal xuất hiện trên thị trường, Ray Dolby lại tiếp tục nghiên cứu hệ thống lọc âm thanh thế hệ Dolby C áp dụng cho các sản phẩm này
Trong những năm tiếp theo, Ray Dolby tiếp tục đưa vào nghiên cứu hệ thống lọc âm thanh thế hệ sau có tính năng ưu việt hơn. Đặc biệt là những loại đĩa ghii âm trên nhiều rãnh, hệ thống ghi âm rãnh hẹp nhưng ại có khả năng thu và lọc rất tốt các âm thanh đa chiều. Nó đã trở thành dụng cụ không thể thiếu đối với các hãng sản xuất phim ảnh, ca nhạc ngay từ những năm 1970
Ray Dolby đã mở rộng hệ thống các cơ sở sản xuất thiết bị nghe nhạc và ghi âm của Dolby Laboratories.Inc thông qua chương trình liên kết với các nhà sản xuất uy tín để bước đầu tạo lập được danh tiếng. Sau đó Ray Dolby đã tách ra và thành lập lên những cơ sở độc lập của Dolby Laboratories.Inc hướng sang thị trưòng Anh quốc đầy tiềm năng.
Ray Dolby còn đặc biệt ưu tiên và tuyển chọn đội ngũ nhân viên nghiên cứu có trình độ cao trong công ty với những chế độ lương bổng ưu đãi. Nhờ đó, những sáng kiến cho các sản phẩm của công ty ngày càng nhiều, từ những loại trang thiết bị kỹ thuật số thông thường cho tới những thiết bị truyền âm qua vệ tinh đã ra đời tại Dolby Laboratories.Inc.
Ray Dolby là một thành viên của Forber 400 với lượng tài sản ước tính 2,9 tỉ USD (2008)
Ray Dolby và vợ của ông, Dagmar có hai con trai, Tom và David.
- 1971 – Huy chương bạc của hiệp hội khoa học âm thanh
- 1985 – Huy chương vàng của hiệp hội khoa học điện ảnh vào truyền hình Alexander M. Ponoatoff
- 1986 – Ông được bầu chọn vào Uỷ ban Giải thưởng Most Excellent Order của Hoàng gia Anh
- 1989 – Giải thưởng về khoa học và kĩ thuật trong Lễ trao giải Oscars lần thứ 61
- 1989 – Giải Emmy của Viện hàn lâm khoa học và nghệ thuật truyền hình quốc gia
- 1992 – Huy chương vàng của hiệp hội khoa học âm thanh
- 1997 – Huy chương quốc gia của Mỹ về công nghệ
- 2010 – Huy chương IEEE Edison Medal